# Iowa (musikalbum)
Iowa är ett musikalbum från 2001 av metalgruppen Slipknot. Det är gruppens andra album och räknas som deras mörkaste och hårdaste album.
Slipknot bildades i Des Moines i Iowa. Därifrån kommer både titeln på albumet och på den första låten (515), vilket är postkoden till staden.
Låtarna Gently och Iowa är omskrivna och nyinspelade versioner av låtar från gruppens demoalbum Mate.Feed.Kill.Repeat. Låten Iowa gick där under namnet Killers Are Quiet. Texten i (515) består endast av ordet Death (’Död’) upprepat och är inspelat precis efter att Sid Wilson (bandets dj) fått beskedet att han hans farfar gått bort. Sid tog själv mikrofonen och bad Ross Robinson att trycka på "rec".

## Nysläpp 2011
Den 1 november 2011 släpptes Iowa som jubileumsutgåva. Nysläppet innehåller två CD och en DVD. Första CD:n innehåller hela albumet tillsammans med My Plague (New Abuse Mix) som bonusspår, andra CD:n innehåller Disasterpieces som ljudspår, från den legendariska konserten som filmades i London Arena 2002. DVD:n innehåller dokumentärfilmen Goat, som visar bandets mörka tid under Iowa-perioden och musikvideorna till Left Behind, My Plague och livevideorna People = Shit och The Heretic Anthem.

## Låtlista
1. (515)
2. People=Shit
3. Disasterpiece
4. My Plague
5. Everything Ends
6. The Heretic Anthem
7. Gently
8. Left Behind
9. The Shape
10. I Am Hated
11. Skin Ticket
12. New Abortion
13. Metabolic
14. Iowa

### 10-årsjubileum återsläpp 2011
1. My Plague (New Abuse Mix) (Bonus spår)

### 10-årsjubileum Bonus CD 2011
Disasterpieces - Live från London Arena, 2002
1. (515)
2. People = Shit
3. Liberate
4. Left Behind
5. Eeyore
6. Disasterpiece
7. Purity
8. Gently
9. Eyeless
10. Drum Solo
11. My Plague
12. New Abortion
13. The Heretic Anthem
14. Spit It Out
15. Wait And Bleed
16. 742617000027
17. (sic)
18. Surfacing

### 10-årsjubileum Bonus DVD
- "Goat, en timmes dokumentärfilm om vansinnigheten under "Iowa"-perioden"

#### Musikvideor
- "Left Behind"
- "My Plague"
- "People = Shit" (live)
- "The Heretic Anthem" (live)

I den japanska versionen av albumet ingår även en live-version av låten Liberate som finns på albumet Slipknot.

## Singlar
- The Heretic Anthem  (2001)
- Left Behind (2001)
- My Plague (2002)